# Государственный архив Полтавской области
Государственный архив Полтавской области — основное архивное учреждение Полтавской области, в архиве хранятся документы за период с 1693 по 2009 год.

## История
Изменения названия архива:
- Центральный исторический архив Полтавщины (1918—1922)
- Губернский исторический архив (1922—1925)
- Полтавский исторический архив (1925—1926)
- Полтавский краевой исторический архив (1926—1932)
- Полтавский государственный исторический архив (1932—1937)
- Полтавский областной исторический архив (1937—1941)
- Государственный архив Полтавской области (1941—1958)
- Полтавский областной государственный архив (1958—1980)
- Государственный архив Полтавской области (с 1980 года.

Сегодня в системы архивных учреждений области входят: Государственный архив Полтавской области, 25 архивных отделов райгосадминистраций, 5 архивных отделов городских советов и свыше 2 000 архивных подразделений предприятий, учреждений, организаций. Общая площадь хранилищ архива — 1941,4 м², длина стеллажных полок — 12082,5 метров.

## Фонд
В архиве хранятся следующие документы, которые охватывают период от 1693 до 2009 года:
- 6 865 фондов;
- 1 292 847 дела;
- 817 единиц научно-технической документации;
- 9 единиц кинодокументов;
- 26 181 единиц фотодокументов;
- 422 единиц фонодокументов.

А архиве находятся документы культовых учреждений — метрические книги, исповедные сведения церквей Полтавской епархии с указанием количества дворов, количества и состава населения отдельных населенных пунктов.
Период Украинской революции 1917—1920 годов представлен в документах фонда Полтавского Совета рабочих и крестьянских депутатов; в нём есть протоколы, резолюции, доклады, переписка о текущем моменте, забастовки рабочих, захват крестьянами помещичьих земель. В фонде Прокурора Полтавского окружного суда имеются документы о деятельности Симона Петлюры, ряда революционных партий на Полтавщине за 1890—1919 года.
В документах окрисполкома, комиссий и комитетов бедноты есть сведения о насильственной хлебосдаче, что вызвала ряд крестьянских восстаний на Полтавщине в 1920—1922 годах.
Основа фонда библиотеки архива — литература по истории Полтавщины, отчеты полтавских губернаторов, обзоры сельского хозяйства, памятные книги, отчеты губернской и уездных земских управ, Труды Полтавской ученой архивной комиссии, материалы подворно-хозяйственного переписи по уездам губернии. В библиотеке хранятся издания по вопросам архивоведения, библиотечного дела, всемирной истории, социологии, философии, права и тому подобное. Газеты представлены центральными и местными газетами. Фонд библиотеки составляет 18 273 книги и брошюры за 1846—2009 года.